# Atrichornis
Atrichornithidae là một họ chim trong bộ Passeriformes.

## Phân loại học
Họ này có duy nhất 1 chi và 2 loài:
- Atrichornis clamosus (Gould, 1844)
- Atrichornis rufescens (E. P. Ramsay, 1867)